# Microeca flavovirescens
Microeca flavovirescens es una especie de ave paseriforme, perteneciente a la familia Petroicidae, del género Microeca.

## Subespecies
- Microeca flavovirescens cuicui
- Microeca flavovirescens flavovirescens

## Localización
Es una especie de ave que se encuentra en Nueva Guinea e islas Aru.